# HK Rostów
HK Rostów (ros. ХК Ростов) – rosyjski klub hokeja na lodzie z siedzibą w Rostowie nad Donem.

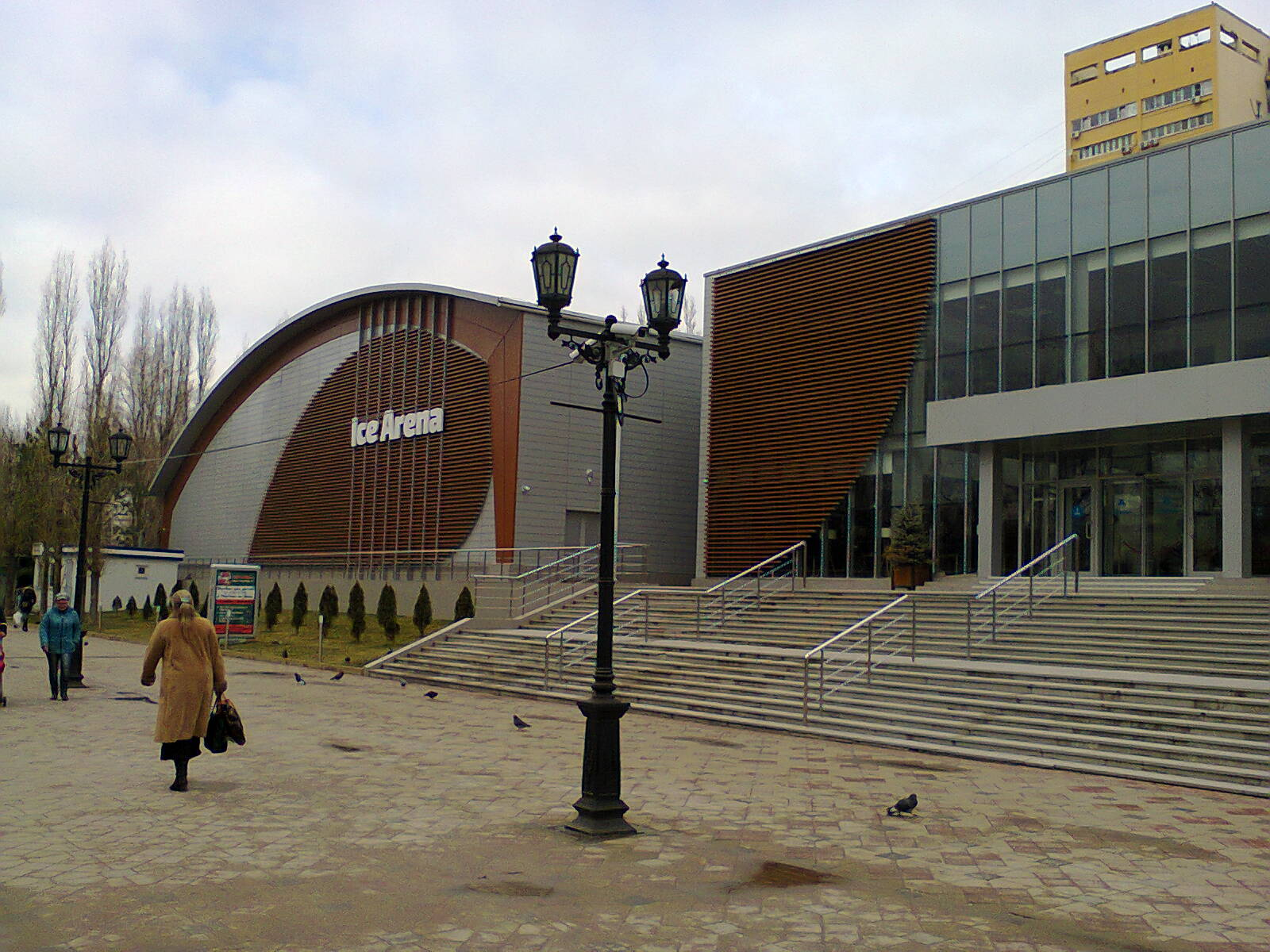
Lodowisko klubu

## Historia
Klub został założony w 2006. Drużyna podjęła występy w trzeciej rosyjskiej klasie rozgrywkowej, od 2011 pod nazwą Rossijskaja Chokkiejnaja Liga (RHL), od 2015 w przemianowanej na Mistrzostwa Wyższej Hokejowej Ligi (WHL-B). Rostów był ostatnim w historii mistrzem RHL w 2015. Później wygrywał mistrzostwa WHL w 2017 i w 2019.
W połowie 2019 zespół został przyjęty do Wyższej Hokejowej Ligi i przystąpił do edycji WHL 2019/2020.

## Sukcesy
- Złoty medal RHL: 2015
- Złoty medal WHL-B /  Puchar Federacji: 2017, 2019